# Phryganea arkharica
Phryganea arkharica is een fossiele soort schietmot uit de familie Phryganeidae.